# 速成パン一覧

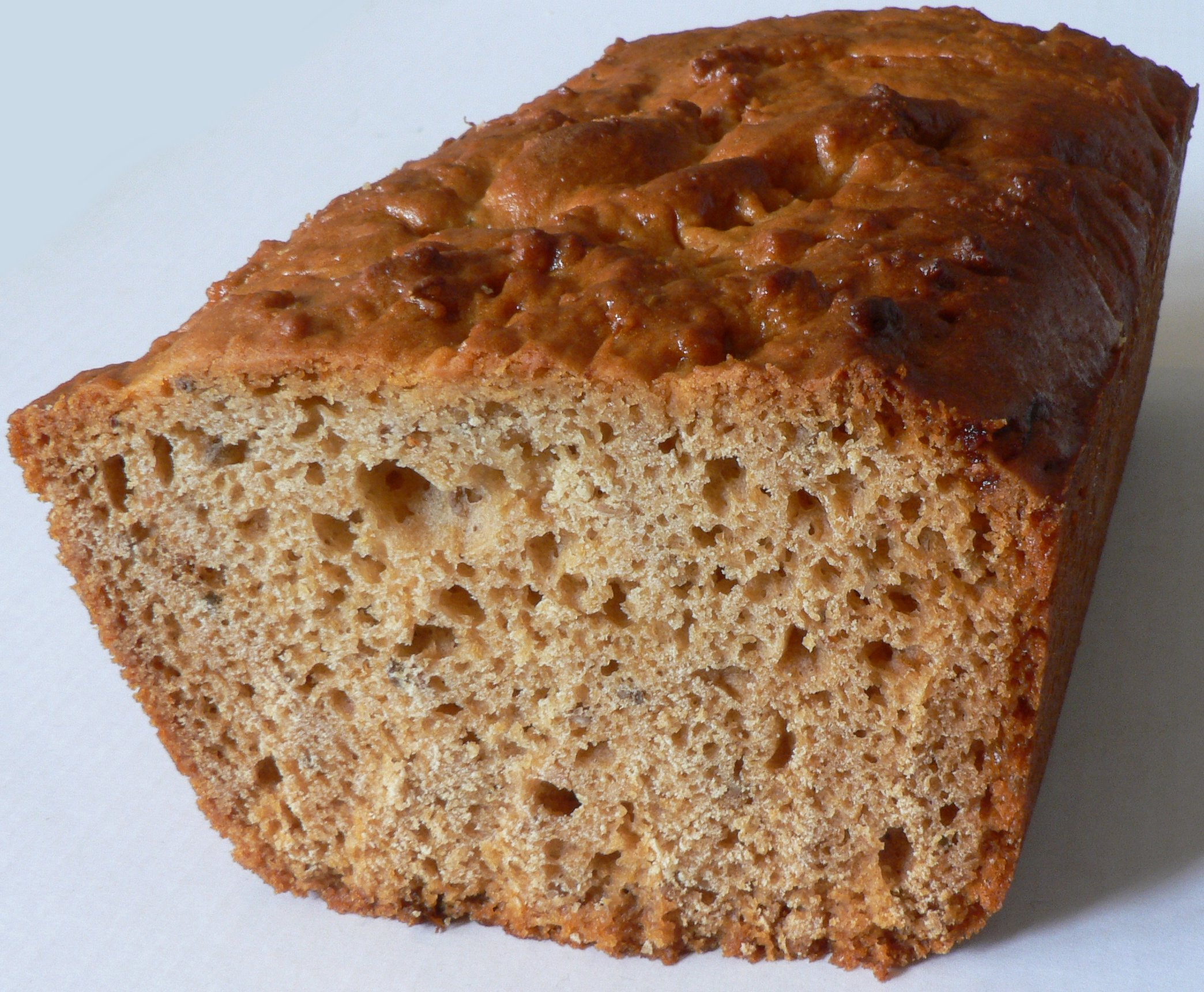
ペインデピス

本項は速成パンの一覧である。 速成パンとは、 酵母（イースト菌）や卵以外のいくつかの膨張剤（ベーキングパウダー、重曹など）で発酵させたパンを指す。 

## 速成パン

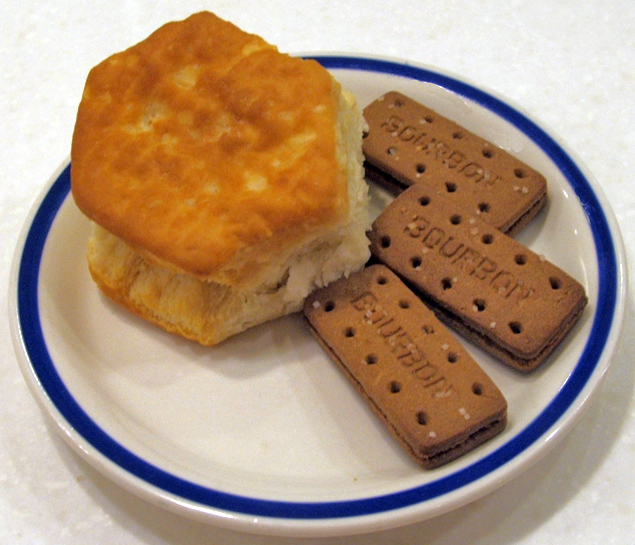
米国式（左）と英国式（右）のビスケット 。 米国式のビスケットは速成パンの一種

- Balep korkun – 主にチベット中央部で食べられる。
- バナナブレッド – 伝統的な製法では膨張剤を使用しない。
- バノック – さまざまな平らな生パン、または穀物から焼いた、或いは調理した大きな丸い食品。
- ビートゥンビスケット
- ビールブレッド
- ビスケット
- バウルサク - 中央アジア、イデル=ウラル、およびモンゴルの揚げ生地食品。
- ブラウンブレッド
- バンズ  – 現在ではイースト菌を使用する場合のほうが多い。
- にんじんパン
- コーンブレッド
- 鶏蛋仔 – 香港とマカオで人気の球状卵ワッフル。[1]
- ファール (食品)（英語版） – さまざまな四分円の形をしたフラットブレッドとケーキ。
- フライブレッド
- グリドルスコーン
- ハッシュパピー
- ランゴス（英語版） – 小麦粉、イースト、塩、水を生地にした揚げ平パン。
- マンテカーダ – マフィンに類似した、スペインの平らな海綿菓子。
- マフィン
- パン・デピス - フランスの菓子パン。
- 蒸しパン
- パンケーキ
- プロジャ – バルカン半島における速成パン。
- Puftaloon – オーストラリアのパフスコーン。
- かぼちゃパン
- スコーン
- ショートケーキ
- ソーダブレッド – 重炭酸ナトリウム （重曹）を用いる速成パン。
- ソパイピラ – 速成パンの一種。
- ワッフル
- ズッキーニブレッド
- サザン・バター・ロール